# Nero AG
Nero AG es una compañía alemana de software ubicada en Karlsbad, Alemania. Son conocidos por su programa para grabar CD y DVD, Nero Burning ROM. Han estado comprometidos con el desarrollo de la tecnología de compresión Nero Digital MPEG-4 (en compañía de Ateme corporation), así como otros proyectos de software relacionados con aplicaciones multimedia.
La compañía fue fundada en 1995 por Richard Lesser y fue originalmente conocida como Ahead Software AG hasta principios de enero de 2005, cuando adoptó su nombre actual debido a la popularidad Nero Burning ROM.
Nero, empresa creadora de la tecnología liquid media, facilita que fluya la creación y distribución de contenidos multimedia, en cualquier momento, lugar o dispositivo. La empresa ofrece a los clientes la libertad para disfrutar de su música, fotos y vídeos con la máxima facilidad, sin importar el hardware o el formato del archivo, con soluciones independientes de la plataforma y abiertas a los estándares existentes. Más de 300 millones de unidades del galardonado software de Nero se usan en el entorno doméstico, en dispositivos portátiles y en el ámbito profesional. Además, Nero cuenta con socios estratégicos que disponen de aplicaciones, códecs, herramientas, kits de desarrollo de software e interfaces de programación que se usan con varias de las plataformas y dispositivos más actuales. Los productos se distribuyen de forma global a través de los fabricantes de hardware, socios internacionales, minoristas y directamente a través de la tienda en línea de Nero en www.nero.com. 
Nero AG tiene subsidiarias internacionales en los Estados Unidos, China y Japón. En los Estados Unidos la subsidiaria está ubicada en Glendale, California, mientras que en China se sitúa en Hangzhou y en Japón en Yokohama.